# Станкевич, Николай Владимирович
Никола́й Влади́мирович Станке́вич (27 сентября [9 октября] 1813, Острогожск, Воронежская губерния — 25 июня [7 июля] 1840, Нови-Лигуре, Сардинское королевство) — русский писатель, поэт, публицист, мыслитель.
Организатор и глава круга единомышленников, известного в истории общественной мысли России как «Кружок Станкевича». В Кружок входили Михаил Бакунин, Виссарион Белинский, Василий Боткин, Константин Аксаков.

## Биография
Сын состоятельных дворян. Отец — Владимир Иванович Станкевич (1786—1851), предводитель дворянства Острогожского уезда в 1837—1841 годах. Мать — дочь острогожского врача Екатерина Иосифовна Крамер (1794—1841). Николай Станкевич вырос в большой и дружной семье, в 1825 году окончил Острогожское уездное училище и пять лет провёл в частном пансионе в Воронеже. Его младший брат Александр тоже стал писателем. В 16 лет опубликовал свои стихи, которые носили патриотический характер.
В 1830 году Станкевич поступил в Московский университет на словесное отделение, где развился его интерес к русской истории, сформировались убеждения. Жил он в этот период у профессора Павлова, который привил ему интерес к философии Шеллинга. Станкевич был знаком с Алексеем Кольцовым. По просьбе Станкевича, тот передал ему свои стихотворения. Одно из них Станкевич поместил в 1831 г. в «Литературной газете». В 1835 году усилиями Станкевича и В. Г. Белинского был издан первый сборник его стихотворений «Стихотворения Алексея Кольцова», ставший единственным, изданным при жизни поэта.
Уже в 1831 году он собрал вокруг себя группу единомышленников, с которыми пылко обсуждал вопросы «о Боге, о правде, о поэзии». В первый состав кружка входили Николай Станкевич, Януарий Неверов, Иван Клюшников, Василий Красов, Сергей Строев, Яков Почека, Иван Оболенский, Алексей Беэр. В 1833 году Неверов покинул кружок, но тот вскоре пополнился новыми участниками: Виссарионом Белинским, Константином Аксаковым, Александром Ефремовым, Александром Келлером, Алексеем Топорниным, Осипом Бодянским, Павлом Петровым. Временем расцвета кружка был период с 1833 по 1837 год, до отъезда Станкевича. Кружок продолжал существование вплоть до 1839 года, но влияние его уменьшилось. В кружке рассматривались проблемы философии, истории; защищалась идея свободы человеческой личности. Не обходили своим вниманием и искусство.
В этом кружке не было места тем иерархическим отношениям, которые царили в «уставную» николаевскую эпоху. Тогда же у Станкевича возникает идея написать собственный учебник по всемирной истории.
В 1834 году окончил университет и вернулся в Воронежскую губернию, где работал почётным смотрителем. Там Станкевич провёл ряд нововведений, но желание полноценно самореализоваться подтолкнуло его к возвращению в Москву (1835). К тому времени кружок пополнился новыми людьми: историком Грановским, критиком Белинским, которого Станкевич прозвал Неистовым Виссарионом. Летом 1835 года они начинают просветительскую деятельностью в журнале «Телескоп».
Полноценно реализовать свои планы Станкевичу не удалось — прогрессировала давно мучившая его болезнь — туберкулёз, в то время называемый «чахоткой». Поездка на Кавказ не принесла улучшения, и уже в 1837 г. Николай отправился на лечение в Карловы Вары. Этот курорт находился недалеко от Берлинского университета, где к тому времени уже учились Грановский и Неверов — и уже через три недели лечения больной покинул курорт.
Поселившись в Берлине у сестры, Станкевич вернулся к студенческой жизни и снова организовал вокруг себя кружок, в составе которого были как старые, так и новые участники (М. Бакунин, И. С. Тургенев). В этом кружке велись разговоры на такие же темы, как и в кружке московского образца. Болезнь же свой ход не замедлила, и летом 1840 года Станкевич умер в Италии, во сне, практически на руках сестры Михаила Бакунина — Варвары. Его тело было перевезено в Россию и похоронено в Удеревке (сейчас – село Ближнее Чесночное Мухоудеровского сельского поселения; после революции Удеревка была разорена и жители переселились в окрестные сёла, в том числе в Муховку, которая стала называться Мухоудеровка)

## Личная жизнь
Личная жизнь Николая Владимировича не складывалась. Первой и последней настоящей его любовью, главным (но не единственным) увлечением была сестра Михаила Бакунина Любовь. Они познакомились в Москве, девушка посещала философский кружок, через некоторое время Михаил пригласил своего друга погостить в имении Бакуниных Прямухино, где Люба и Николай объяснились. После отъезда его в Москву отношения не прекратились — они писали друг другу полные нежности и любви письма. Однако сложный характер их отношений и болезненность обоих не позволили роману разрешиться счастливо. Станкевич уехал за границу, а Люба умерла в Прямухино от чахотки. Через несколько лет от той же болезни погиб сам Станкевич, полагавший, впрочем, что разлюбил Любовь, которая осталась для него вечным духовным идеалом.
Станкевич стремился сдержанно проявлять свои чувства. Хотя у него и было не одно увлечение, он не позволял «низменным» устремлениям взять над собой верх, так как его идеалом была любовь созидательная, имеющая божественную основу. Из-за этого он избирательно относился и к женщинам, так как искал не только особого чувства, но и определённого, идеального объекта этой любви. Одной из его поклонниц была дворянка Наталья Беер, которая открыто проявляла к нему свои чувства, писала письма, при этом интересовалась, как и он сам, философией, литературой и другими областями культуры. Однако несмотря на тёплые, дружеские отношения между ними, Станкевич писал своему другу, что его расстраивает это чувство подруги, ведь сам он не испытывает той возвышенной любви, о которой говорил в своих философских размышлениях, и не может принять чувства более приземлённого.

## Внешность и характер
По воспоминаниям Тургенева, одного из участников кружка, «Станкевич был более нежели среднего роста, очень хорошо сложен — по его сложению нельзя было предполагать в нём склонности к чахотке. У него были прекрасные чёрные волосы, покатый лоб, небольшие карие глаза; взор его был очень ласков и весел, нос тонкий, с горбиной, красивый, с подвижными ноздрями, губы тоже довольно тонкие, с резко означенными углами…»
Станкевич умел увлечь, вдохновить, наставить; был артистичен, мастер пошутить и даже передразнивать. Но все же «болезненный, тихий по характеру, поэт и мечтатель», говорит его современник, «Станкевич естественно должен был больше любить созерцание и отвлечённое мышление, чем вопросы жизненные и чисто практические». Романтик, он «сам о себе не думал, истинно интересовался каждым человеком и, как бы сам того не замечая, увлекал его за собой в область Идеала». Станкевич был горячей, увлекающейся натурой. Разочаровавшись в одной философской системе, он тут же с жаром обращался к другой. Был также и глубоко религиозен.
Отличительной чертой его отношения к товарищам было отсутствие властности. Так, во время отсутствия Станкевича (он находился за границей), Бакунин стал претендовать на его место, но Белинский возмутился, указав на то, что «Станкевич никогда и ни на кого не налагал авторитета, а всегда и для всех был авторитетом, потому что все добровольно и невольно сознавали превосходство его натуры над своею…».

## Философские взгляды
В своих произведениях, а также в своём кружке, Станкевич излагал мысли идеалистического направления. Одной из центральных тем его рассуждений была любовь. Он полагал, что в мире всё движимо любовью: начиная с человека и заканчивая неодушевлёнными предметами. Однако в миросистеме Станкевича любовь не заменяет Бога, она является посредником между Богом и миром, связующим агентом, благодаря которому Творец привносит жизнь в каждый объект природы. 
Гораздо больший интерес для Станкевича представляла любовь человеческая, обращённая не к Богу, а к человеку. Во-первых, это чувство, по мнению мыслителя, способствует полному самоотвержению человека. Именно благодаря ему он избавляется от эгоизма, начинает «жить в Боге». К такому выводу философ приходит на основании положения о том, что человек и есть подобие Божие, то есть когда он испытывает любовь по отношению к другому, он испытывает любовь к Богу, живёт ради Бога, при этом любовь в этом случае проявляется в нём в своей высшей, наиболее осознанной форме. 
Кроме того, именно любовь, согласно Станкевичу, побуждает человека к самосовершенствованию, способствует его самореализации. Именно в чувстве настоящей любви человек преодолевает свою животную составляющую, обращая все свои душевные силы и устремления в сторону Бога, служа ему, так как его частичка содержится в каждом человеке. При этом, в данном случае он говорит не только о романтической любви, но и о любви к другу. В этом аспекте проявляется широта понятия этого чувства у Станкевича, которое, однако, главным образом обращено именно на человека. Любовь, по мнению философа, требует и определённой силы человеческого духа. 

## Значение деятельности
Несмотря на то что его стихи нельзя назвать гениальными, а почти весь тираж его пьесы «Василий Шуйский» автору пришлось скупать самому, влияние Станкевича на развитие русской мысли трудно переоценить.
Он объединил вокруг себя выдающихся мыслителей того времени — таких разных во взглядах и душевной организации. Идеализм Станкевича, его умение направить беседу в нужное русло, способность вникнуть в самую суть спора, вкупе с подкупающим обаянием, делало его негласным лидером. Его кружок был средоточием культурной жизни того времени. Станкевич стремился увлечь друзей немецкой философией (в чём немало преуспел), которая утверждала способность человеческого ума познать истину, указать людям их предназначение, пробудить благородство, призвать к добру. При этом он настойчиво искал пути практического приложения своих теорий. И то, что Станкевич не успел воплотить в жизнь, сделали его друзья — поколение, которое подготовило своей деятельностью реформы 1860-х годов.
«Он был нашим благодетелем, нашим учителем, братом нам всем, каждый из нас ему чем-нибудь обязан. Он был мне больше, чем брат. Десять братьев не заменят одного Станкевича… Как вам сказать, что я потерял вместе с ним. Это половина меня, лучшая, самая благородная моя часть, сошедшая в могилу» — так писал о нём Т. Н. Грановский.

## Память
В Воронеже одна из улиц носит имя Н. В. Станкевича. В Алексеевке и селе Мухоудеровке (Белгородская область) с 1998 года проходит осенний литературно-музыкальный фестиваль, посвящённый Н. В. Станкевичу.
В честь Станкевича с 1922 по 1993 годы назывался Вознесенский переулок в Москве. В ранее упоминаемой Мухоудеровке есть бюст поэта и является объектом культурного наследия, как и его могила в селе Ближнее Чесночное.

## Интересные факты
Выведен в качестве героя пьесы-трилогии Тома Стоппарда «Берег Утопии».

## Произведения
- Василий Шуйский: Трагедия в 5 д. — М.: Тип. Августа Семена при Мед.-хирург. акад., 1830. — [4], 108 с.
- Стихотворения. Трагедия. Проза / [Предисл.: Алексей Станкевич]. — М.: Тип. и словолитня О. О. Гербека, 1890. — XII, 245 с.
- Избранное / Сост., вступ. ст. и примечания Г. Г. Елизаветиной. — М.: Советская Россия, 1982. — 256 с.
- Избранное. — Воронеж: Центр духовного возрождения Чернозёмного края, 2008. — 302, [1] с. — ISBN 978-5-91338-006-7